# Bauhinia uleana
Bauhinia uleana är en ärtväxtart som beskrevs av Hermann August Theodor Harms. Bauhinia uleana ingår i släktet Bauhinia och familjen ärtväxter. Inga underarter finns listade i Catalogue of Life.